# Список глав манги Rosario + Vampire

Обложка первого тома манги

Автором и иллюстратором манги Rosario + Vampire является Акихиса Икэда, сама манга начала свой выпуск в августе 2004 года в журнале Monthly Shōnen Jump и повествует о подростке, попавшем в школу с волшебными существами и скрывающем свою человеческую природу. Первый том был опубликован издательством Shueisha 4 октября 2004 года. Вместе с каждым томом предлагались бонусные ёнкомы с заметками автора, который, например, в 7 томе отметил, что работает с новым редактором, а в 9-м — что по мотивам его манги будет снят аниме-сериал.
Десятый и последний том первого сезона был выпущен 4 октября 2007 года, сам первый сезон включает в себя 39 глав, причиной приостановки выпуска манги стала приостановка выпуска журнала Monthly Shōnen Jump, в сентябре 2007 журналом была выпущена последняя и бонусная 40 глава. Второй сезон манги продолжил свой выпуск в журнале Jump Square с ноября 2007 года, который закончился в апреле 2014 года.
Первый том выл выпущен 4 июня 2008 года, а последний и 13 том был выпущен 4 сентября 2013 года. При этом второй сезон манги не имеет ничего общего с вторым сезоном аниме.
Манга была лицензирована на территории США и Британии компанией Viz Media, в Австралии и Новой Зеландии компания Madman Entertainment, главы манги выпускались между июнем и ноябрём в 2008 году. Позже компания  Viz Media также приобрела лицензию на вторую часть манги, которая публиковалась в США с 6 апреля 2010 года по 5 августа 2014 года.

## Первый сезон
| № | Заглавие | Япония: дата публикации                                                                                              | Япония: ISBN |
| --- | --- | --- | --- |
| 1 | Вампир в Академии Гакуэн но бампайа (学園のバンパイア) | 4 октября 2004 года                                                                                                  | ISBN 4-08-873665-6                                                                                                   |
| - 1. Вампир из Академии (яп. 学園のバンパイア Гакуэн но бампайа) - 2. Куруму чёрной мечты (яп. 黒い夢のくるむ Курой юмэ но куруму) - 3. Записываемся в клуб! (яп. 部活に入ろう! Букацу ни хаиро:) - 4. Подружимся со старшеклассниками (яп. 先輩とは仲よくね Сэмпай то ва накаёку нэ) | - 1. Вампир из Академии (яп. 学園のバンパイア Гакуэн но бампайа) - 2. Куруму чёрной мечты (яп. 黒い夢のくるむ Курой юмэ но куруму) - 3. Записываемся в клуб! (яп. 部活に入ろう! Букацу ни хаиро:) - 4. Подружимся со старшеклассниками (яп. 先輩とは仲よくね Сэмпай то ва накаёку нэ) | Персонаж на обложке: - Мока Акасия: - Омотэ (на первом плане) - Ура (на фоне)                                        | Персонаж на обложке: - Мока Акасия: - Омотэ (на первом плане) - Ура (на фоне)                                        |
| Обычный троечник, ничем не примечательный парень Цукунэ Аоно поступает в Академию Ёкай. Однако у этой Академии есть одна особенность, студенты и персонал Академии — не простые люди, а самые настоящие ёкаи. Но узнает он об этом только после встречи с Мокой Акасией, своим первым другом, а потом и возлюбленной в Академии. Однако на неё уже положили глаз многие другие студенты Академии, в том числе и орк Сайдзо Комия. Из-за многочисленных угроз и признании Моки в том, что она вампир, Цукунэ решает уехать из Академии, но всё же меняет своё решение и, вернувшись, помогает Моке спастись от Сайдзо, освободив Уру. Позже суккуб Куруму Куроно, поставившая целью поработить всех мужчин Академии, решает отбить у Моки Цукунэ, но её побеждает Ура. В конце боя Цукунэ заступается за поверженную Куруму, и та влюбляется в него уже по-настоящему. Во время поступления в клубы Цукунэ уговаривает Моку записаться в клуб плавания, хотя Мока из-за своей вампирской сущности не способна быть в воде. Однако Цукунэ не подозревает, что клуб плавания на самом деле — обитель русалок, которые высасывают жизненные силы из ходящих по земле, и от них Цукунэ спасает Мока. Окончательно Цукунэ, Мока и Куруму записываются в Клуб Журналистики под предводительством вервольфа-плейбоя Гина Мориоки. Он пытается подставить Цукунэ, однако Куруму, которая была свидетельницей этого, разоблачает Гина в присутствии Моки. | | | |
| 2 | Желание под лунным светом Цуки ни нэгай о (月に願いを) | 4 февраля 2005 года                                                                                                  | ISBN 4-08-873776-8                                                                                                   |
| - 5. Озорная любовь (яп. いたずらな恋? Итадзура на кой) - 6. Творческий День Рождения (яп. アートなバースディ А:то на ба:суди) - 7. Уложимся в срок! (яп. 締切を守ろう! Симэкири о маморо:) - 8. Желание под лунным светом (яп. 月に願いを Цуки ни нэгай о) | - 5. Озорная любовь (яп. いたずらな恋? Итадзура на кой) - 6. Творческий День Рождения (яп. アートなバースディ А:то на ба:суди) - 7. Уложимся в срок! (яп. 締切を守ろう! Симэкири о маморо:) - 8. Желание под лунным светом (яп. 月に願いを Цуки ни нэгай о)                           | Персонаж на обложке - Куруму Куроно                                                                                  | Персонаж на обложке - Куруму Куроно                                                                                  |
| 3 | Кровь Бураддо (ブラッド) | 3 июня 2005 года | ISBN 4-08-873823-3                                                                                                   |
| - 9. Тайна (яп. 秘密 Химицу) - 10. Претензий нет? (яп. 文句はないだろ? Монку ва най даро?) - 11. Кровь (яп. ブラッド Бураддо) - 12. Научи меня! (яп. 勉強を教えて! Бэнкё: о осиэтэ!) | - 9. Тайна (яп. 秘密 Химицу) - 10. Претензий нет? (яп. 文句はないだろ? Монку ва най даро?) - 11. Кровь (яп. ブラッド Бураддо) - 12. Научи меня! (яп. 勉強を教えて! Бэнкё: о осиэтэ!)                                                                                                  | Персонаж на обложке - Мока Акасия (Ура)                                                                              | Персонаж на обложке - Мока Акасия (Ура)                                                                              |
| 4 | Ведьмин Холм Мадзё но Ока (魔女の丘) | 4 октября 2005 года                                                                                                  | ISBN 4-08-873869-1                                                                                                   |
| - 13. Летние каникулы цвета подсолнухов (яп. ひまわり色の夏休み Химавари иро но нацу ясуми) - 14. Город людей (яп. 人間のまち Нингэн но мати) - 15. Если бы мы стали друзьями (яп. 友達になれたら Томодати ни нарэтара) - 16. Ведьмин Холм (яп. 魔女の丘 Мадзё но ока) | - 13. Летние каникулы цвета подсолнухов (яп. ひまわり色の夏休み Химавари иро но нацу ясуми) - 14. Город людей (яп. 人間のまち Нингэн но мати) - 15. Если бы мы стали друзьями (яп. 友達になれたら Томодати ни нарэтара) - 16. Ведьмин Холм (яп. 魔女の丘 Мадзё но ока)                | Персонаж на обложке - Юкари Сэндо                                                                                    | Персонаж на обложке - Юкари Сэндо                                                                                    |
| 5 | Эрозия Синсёку (侵食) | 3 февраля 2006 года                                                                                                  | ISBN 4-08-874024-6                                                                                                   |
| - 17. Время начать все заново (яп. 回帰 Кайки) - 18. Новый семестр (яп. 新学期 Сингакки) - 19. Оттаявшее сердце (яп. 雪解けの少女 Юкидокэ но сё:дзё) - 20. Эрозия (яп. 侵食 Синсёку) | - 17. Время начать все заново (яп. 回帰 Кайки) - 18. Новый семестр (яп. 新学期 Сингакки) - 19. Оттаявшее сердце (яп. 雪解けの少女 Юкидокэ но сё:дзё) - 20. Эрозия (яп. 侵食 Синсёку)                                                                                                  | Персонаж на обложке - Мидзорэ Сираюки                                                                                | Персонаж на обложке - Мидзорэ Сираюки                                                                                |
| 6 | Ночной кошмар Найтомэа (ナイトメア) | 2 июня 2006 года | ISBN 4-08-874116-1                                                                                                   |
| - 21. Комплекс (яп. コンプレックス Компурэккусу) - 22. Поцелуй (яп. くちづけ Кутидзукэ) - 23. Гуль (яп. 屍鬼 Сики (Гу:ру), букв. «Демон-мертвец») - 24. Ночной кошмар (яп. ナイトメア Найтомэа) | - 21. Комплекс (яп. コンプレックス Компурэккусу) - 22. Поцелуй (яп. くちづけ Кутидзукэ) - 23. Гуль (яп. 屍鬼 Сики (Гу:ру), букв. «Демон-мертвец») - 24. Ночной кошмар (яп. ナイトメア Найтомэа)                                                                                       | Персонаж на обложке - Цукунэ Аоно                                                                                    | Персонаж на обложке - Цукунэ Аоно                                                                                    |
| 7 | Наш выбор Бокутати но Сэнтаку (ぼくたちの選択) | 4 октября 2006 года                                                                                                  | ISBN 4-08-874270-2                                                                                                   |
| - 25. Шрам (яп. 傷跡 Кидзуато) - 26. Искренние чувства (яп. 素直なきもち Сунао на кимоти) - 27. Обещаю (яп. 約束するよ Якусоку суру ё:) - 28. Выбор (яп. 選択 Сэнтаку) | - 25. Шрам (яп. 傷跡 Кидзуато) - 26. Искренние чувства (яп. 素直なきもち Сунао на кимоти) - 27. Обещаю (яп. 約束するよ Якусоку суру ё:) - 28. Выбор (яп. 選択 Сэнтаку) | Персонаж на обложке - Мока Акасия (Омотэ) - Куруму Куроно                                                            | Персонаж на обложке - Мока Акасия (Омотэ) - Куруму Куроно                                                            |
| 8 | Мрак Академии Гакуэн но Ями (学園の闇) | 2 февраля 2007 года                                                                                                  | ISBN 4-08-874324-0                                                                                                   |
| - 29. Мрак Академии (яп. 学園の闇 Гакуэн но ями) - 30. План (яп. 計画 Кэйкаку) - 31. Истинное лицо (яп. 素顔 Сугао) - 32. Ключ (яп. 鍵 Каги (Ки:)) | - 29. Мрак Академии (яп. 学園の闇 Гакуэн но ями) - 30. План (яп. 計画 Кэйкаку) - 31. Истинное лицо (яп. 素顔 Сугао) - 32. Ключ (яп. 鍵 Каги (Ки:)) | Персонаж на обложке - Руби Тодзё                                                                                     | Персонаж на обложке - Руби Тодзё                                                                                     |
| 9 | Гость Райхо:ся (来訪者) | 4 июня 2007 года | ISBN 4-08-874372-1                                                                                                   |
| - 33. Почему? (яп. 理由 Рию:) - 34. Скрытые желания (яп. 重なる願い Касанару нэгай) - 35. Школьный фестиваль (яп. 学園祭 Гакуэнсай) - 36. Гость (яп. 来訪者 Райхо:ся) | - 33. Почему? (яп. 理由 Рию:) - 34. Скрытые желания (яп. 重なる願い Касанару нэгай) - 35. Школьный фестиваль (яп. 学園祭 Гакуэнсай) - 36. Гость (яп. 来訪者 Райхо:ся) | Персонаж на обложке - Мока Акасия (Ура) - Цукунэ Аоно                                                                | Персонаж на обложке - Мока Акасия (Ура) - Цукунэ Аоно                                                                |
| 10 | Очертания Будущего Мирай но Катати (未来のカタチ) | 4 октября 2007 года                                                                                                  | ISBN 4-08-874449-0                                                                                                   |
| - 37. Зеркало Лилит (яп. リリスの鏡 Рирису но кагами) - 38. Очертания будущего (яп. 未来のカタチ Мирай но катати) - 39. Обещание встретиться вновь (яп. 再開の約束 Сайкай но якусоку) - 40. Предчувствие счастья (спецвыпуск) (яп. 幸せの予感（番外編） Сиавасэ но ёкан (Бангайхэн)) | - 37. Зеркало Лилит (яп. リリスの鏡 Рирису но кагами) - 38. Очертания будущего (яп. 未来のカタチ Мирай но катати) - 39. Обещание встретиться вновь (яп. 再開の約束 Сайкай но якусоку) - 40. Предчувствие счастья (спецвыпуск) (яп. 幸せの予感（番外編） Сиавасэ но ёкан (Бангайхэн))  | Персонаж на обложке - Мока Акасия (Омотэ) - Цукунэ Аоно - Куруму Куроно - Юкари Сэндо - Мидзорэ Сираюки - Руби Тодзё | Персонаж на обложке - Мока Акасия (Омотэ) - Цукунэ Аоно - Куруму Куроно - Юкари Сэндо - Мидзорэ Сираюки - Руби Тодзё |

## Второй сезон
| № | Заглавие | Япония: дата публикации                            | Япония: ISBN                                       |
| --- | --- | -------------------------------------------------- | -------------------------------------------------- |
| 1 | Том 1 Ити (1) | 4 июня 2008                                        | ISBN 4-08-874506-0                                 |
| - 1. Новый сезон (яп. あたらしい季節 Атарасии кисэцу) - 2. Первая специальная практика (яп. はじめての特別実習 Хадзимэтэ но токубэцу дзисю:) - 3. Навязчивая девчонка (яп. 粘着質少女 Нэнтякусицу сё:дзё) - 4. Гордость (яп. プライド Пурайдо) | - 1. Новый сезон (яп. あたらしい季節 Атарасии кисэцу) - 2. Первая специальная практика (яп. はじめての特別実習 Хадзимэтэ но токубэцу дзисю:) - 3. Навязчивая девчонка (яп. 粘着質少女 Нэнтякусицу сё:дзё) - 4. Гордость (яп. プライド Пурайдо) | Персонаж на обложке: - Мока Акасия (Ура)           | Персонаж на обложке: - Мока Акасия (Ура)           |
| 2 | Том 2 Ни (2) | 3 октября 2008 года                                | ISBN 4-08-874586-2                                 |
| - 5. Подделка (яп. ニセモノ Нисэмоно) - 6. Двойник (яп. ドッペルゲンガー Доппэругэнга:) - 7. Таблетки для роста (яп. すくすくドロップ Суку-суку дороппу) - 8. Устрашающие дети (яп. 恐るべき子供たち Осорубэки кодомо-тати) | - 5. Подделка (яп. ニセモノ Нисэмоно) - 6. Двойник (яп. ドッペルゲンガー Доппэругэнга:) - 7. Таблетки для роста (яп. すくすくドロップ Суку-суку дороппу) - 8. Устрашающие дети (яп. 恐るべき子供たち Осорубэки кодомо-тати) | Персонаж на обложке: - Кокоа Сюдзэн                | Персонаж на обложке: - Кокоа Сюдзэн                |
| 3 | Том 3 Сан (3) | 4 февраля 2009 года                                | ISBN 4-08-874637-1                                 |
| - 9. Танец с Оборотнями (яп. ダンスウィズウィアウルフ Дансу видзу виауруфу) - 10. Белоснежка (яп. スノウホフイト Суно ховайто) - 11. Снежная Жрица (яп. 雪の巫女 Юки но мико) - 12. Предлагая Цветы (яп. 花納め Хана осамэ) | - 9. Танец с Оборотнями (яп. ダンスウィズウィアウルフ Дансу видзу виауруфу) - 10. Белоснежка (яп. スノウホフイト Суно ховайто) - 11. Снежная Жрица (яп. 雪の巫女 Юки но мико) - 12. Предлагая Цветы (яп. 花納め Хана осамэ) | Персонаж на обложке: - Мидзорэ Сираюки             | Персонаж на обложке: - Мидзорэ Сираюки             |
| 4 | Том 4 Си (4) | 4 июня 2009 года                                   | ISBN 4-08-874679-1                                 |
| - 13. Сказка (яп. フェアリーテイル Фэа:ри тэйру, Fairy Tale) - 14. То, что по-настоящему важно (яп. 大切なもの Тайсэцуна моно) - 15. Рай (яп. 楽園 Ракуэн) - 16. Скрытое истинное лицо (яп. うらがわの素顔 Урагава но сугао) - 17. Сон бабочки (яп. 胡蝶の夢 Котё: но юмэ)                                                                                   | - 13. Сказка (яп. フェアリーテイル Фэа:ри тэйру, Fairy Tale) - 14. То, что по-настоящему важно (яп. 大切なもの Тайсэцуна моно) - 15. Рай (яп. 楽園 Ракуэн) - 16. Скрытое истинное лицо (яп. うらがわの素顔 Урагава но сугао) - 17. Сон бабочки (яп. 胡蝶の夢 Котё: но юмэ)                                                                                   | Персонаж на обложке: - Руби Тодзё                  | Персонаж на обложке: - Руби Тодзё                  |
| 5 | Том 5 Го (5) | 2 октября 2009 года                                | ISBN 4-08-874745-3                                 |
| - 18. Летний учебный лагерь второкурсников (яп. 年目の夏合宿 Нэммэ но нацу гассюку) - 19. Надежда (яп. 希望 Кибо:) - 20. Песнь Ангела (яп. 天使のうた Тэнси но ута) - 21. Иди за своими чувствами (яп. 想いを貫け Омой о цуранукэ) - 22. Когда-нибудь, непременно... (яп. いつかきっと Ицука китто)                                                          | - 18. Летний учебный лагерь второкурсников (яп. 年目の夏合宿 Нэммэ но нацу гассюку) - 19. Надежда (яп. 希望 Кибо:) - 20. Песнь Ангела (яп. 天使のうた Тэнси но ута) - 21. Иди за своими чувствами (яп. 想いを貫け Омой о цуранукэ) - 22. Когда-нибудь, непременно... (яп. いつかきっと Ицука китто)                                                          | Персонаж на обложке: - Гин Мориока - Сун Отонаси   | Персонаж на обложке: - Гин Мориока - Сун Отонаси   |
| 6 | Том 6 Року (6) | 4 Февраля 2010 года                                | ISBN 4-08-870008-3                                 |
| - 23. Парень-мафиози (яп. マフィアの少年 Мафиа но сё:нэн) - 24. Мирный спорт-фестиваль (яп. 平和な体育祭 Хэйва но тайикусай) - 25. Телепатия (яп. イシンデンシン Исин дэнсин) - 26. Слабое место (яп. ウイークポイント Уи:ку пойнто) | - 23. Парень-мафиози (яп. マフィアの少年 Мафиа но сё:нэн) - 24. Мирный спорт-фестиваль (яп. 平和な体育祭 Хэйва но тайикусай) - 25. Телепатия (яп. イシンデンシン Исин дэнсин) - 26. Слабое место (яп. ウイークポイント Уи:ку пойнто) | Персонаж на обложке: - Юкари Сэндо                 | Персонаж на обложке: - Юкари Сэндо                 |
| 7 | Том 7 Сити (7) | 4 июня 2010 года                                   | ISBN 4-08-870057-1                                 |
| - 27. Реверс (яп. リバース Риба:су) - 28. Милый дом (яп. スウィートホーム Суви:то хо:му) - 29. Восстановление печати (яп. 封印修復 Фу:ин сю:фуку) - 30. Старшая дочь семьи Сюдзэн (яп. 朱染家の長女 Сюдзэн-кэ но тё:дзё) | - 27. Реверс (яп. リバース Риба:су) - 28. Милый дом (яп. スウィートホーム Суви:то хо:му) - 29. Восстановление печати (яп. 封印修復 Фу:ин сю:фуку) - 30. Старшая дочь семьи Сюдзэн (яп. 朱染家の長女 Сюдзэн-кэ но тё:дзё) | Персонаж на обложке: - Фан-фан Вонг - Лин-Лин Вонг | Персонаж на обложке: - Фан-фан Вонг - Лин-Лин Вонг |
| 8 | Том 8 Хати (8) | 4 ноября 2010 года                                 | ISBN 4-08-870122-6                                 |
| - 31. Истинный Предок (яп. 真祖 Синсо) - 32. Когда ложится тьма, рождаются звёзды (яп. 闇がおちて, 星うまれる Ями га отитэ, хоси га умарэру) - 33. Сокровище (яп. たからもの Такарамоно) - 34. Тайна печати (яп. 封印の秘密 Фу:ин но химицу) - 35. Признание (яп. 告白 Кокухаку)                                                                             | - 31. Истинный Предок (яп. 真祖 Синсо) - 32. Когда ложится тьма, рождаются звёзды (яп. 闇がおちて, 星うまれる Ями га отитэ, хоси га умарэру) - 33. Сокровище (яп. たからもの Такарамоно) - 34. Тайна печати (яп. 封印の秘密 Фу:ин но химицу) - 35. Признание (яп. 告白 Кокухаку)                                                                             | Персонаж на обложке: - Акуа Сюдзэн                 | Персонаж на обложке: - Акуа Сюдзэн                 |
| 9 | Том 9 Кю: (9) | 3 июля 2011 года                                   | ISBN 4-08-870213-1                                 |
| - 36. Страдающие (яп. 傷ついてゆく者たち Кидзуцуйтэ юку монотати) - 37. Столкновение (яп. 邂逅 Кайко:) - 38. Соглашение об объединении (яп. 同盟協定 До:мэй кё:тэй) - 39. Каждому свои декорации №1 (яп. それぞれの景色#1 Сорэдзорэ но кэсики 1) - 40. Каждому свои декорации №2 (яп. それぞれの景色#2 Сорэдзорэ но кэсики 2) - 41. Клятва (яп. 契り Тигири) | - 36. Страдающие (яп. 傷ついてゆく者たち Кидзуцуйтэ юку монотати) - 37. Столкновение (яп. 邂逅 Кайко:) - 38. Соглашение об объединении (яп. 同盟協定 До:мэй кё:тэй) - 39. Каждому свои декорации №1 (яп. それぞれの景色#1 Сорэдзорэ но кэсики 1) - 40. Каждому свои декорации №2 (яп. それぞれの景色#2 Сорэдзорэ но кэсики 2) - 41. Клятва (яп. 契り Тигири) | Персонаж на обложке: - Куруму Куроно               | Персонаж на обложке: - Куруму Куроно               |